# La Lande-de-Lougé
La Lande-de-Lougé – miejscowość i gmina we Francji, w regionie Normandia, w departamencie Orne.
Według danych na rok 1990 gminę zamieszkiwało 50 osób, a gęstość zaludnienia wynosiła 10 osób/km² (wśród 1815 gmin Dolnej Normandii La Lande-de-Lougé plasuje się na 835. miejscu pod względem liczby ludności, natomiast pod względem powierzchni na miejscu 884.).